# Brackenhill Tower
Brackenhill Tower er et peel tower, der ligger i sognet Arthuret, Cumbria, umiddelbart nord for floden Lyne. Steder ligger omkring 3 km nord for Kirklinton og 6 km øst for Longtown, 16 km nord for Carlisle og 13 km øst for Gretna Green. Den er anlagt på en god forsvarsmæssig position med kløfter mod nord og syd.
I 1700- og 1800-tallet blev den udvidet, men det oprindelige tårn er blevet ændret meget lidt. Det er det eneste bevarede eksempel på et skotsk beboelsestårn syd for grænsen til England.
Det blev en listed building af anden grad i 1957.